# أحمد أوزهان
أحمد أوزهان (بالتركية: Ahmet Özhan)‏ (مواليد 26 أغسطس 1950 في أورفة)، هو مغني وممثل ومايسترو تركي بدأ مسيرته الفنية عام 1968. ومتخصص في الموسيقى التركية الكلاسيكية القديمة.

## مسيرته
بدأ الغناء في عمر 18 سنة في النوادي التركية والجلسات السهرية. حقق شهرة واسعة لأغانيه الهادئة مثل أغنية gülü susuz seni، وأقام الحفلات في جميع أنحاء أوروبا والولايات المتحدة والشرق الأوسط مع فرقته الغنائية.

## وصلات خارجية
- الموقع الرسمي